# Draculoides
Draculoides (лат.) — род паукообразных из отряда шизомид (Schizomida). Представители обитают в пещерах Западной Австралии.

## История изучения и этимология
Название рода было введёно в употребление в 1992 году австралийским арахнологом Марком Харви во время ревизии шизомид Австралии. Исходно Харви отнёс к Draculoides один вид — Draculoides vinei, который под названием Schizomus vinei сам описал четырьмя годами ранее из карстовых пещер национального парка Кейп-Рейндж (Западная Австралия). На тот момент это был единственный известный троглобионтный вид шизомид на материке. Согласно тексту первоописания название рода «намекает на ещё одно (другое) зубастое создание».
Второй вид рода был описан в 1995 году из пещер острова Барроу и получил название Draculoides bramstokeri, в честь писателя Брэма Стокера, автора романа «Дракула» (1897). В дальнейшем тема готической литературы неоднократно использовалась исследователями этого рода при выборе видовых названий. В 2020 году Ким Адамс и соавторами была предпринята ревизия видов Draculoides из западной части региона Пилбары, в ходе которой, кроме 13 ранее известных видов, были исследованы ещё 13 новых для науки.

## Описание
Мелкие членистоногие желтовато-коричневого цвета, длина тела около 4 мм. Вертлуг педипальп без мезальной шпоры. Подвижный палец хелицер с 0-2 дополнительными зубцами. Женские гениталии с гоноподиумом или без него, а также с четырьмя направленными кпереди протоками, иногда разделенными на части, а иногда соединенными базально до соединения с бурсой. 2-й тергит с 2-3 щетинками. Флагеллум самца сжат с боков или сверху.

## Систематика
Мультигенный молекулярный анализ, представленный Clouse et al. (2017) обнаружил монофилетическую кладу, включающую Draculoides + Paradraculoides (второй таксон позднее сведён в синонимы к перовому), которая была сестринской целому ряду других австралазийских таксонов, включая Bamazomus, Orientzomus Cokendolpher и Tsurusaki, 1994, Ovozomus Harvey 2001 и некоторые виды Apozomus. Draculoides отличаются от этих родов отсутствием шпоры на вертлуге педипальп.
Около 30 видов:
- Draculoides affinis (Framenau, Hamilton, Finston, Humphreys, Abrams, Huey and Harvey, 2018)[7]
- Draculoides akashae  Abrams & Harvey, 2020[3]
- Draculoides anachoretus (Harvey, Berry, Edward and Humphreys, 2008)
- Draculoides belalugosii  Abrams & Harvey, 2020[3]
- Draculoides bramstokeri Harvey & Humphreys, 1995
- Draculoides brooksi Harvey, 2001[5]
- Draculoides bythius (Harvey, Berry, Edward and Humphreys, 2008)
- Draculoides carmillae  Abrams & Harvey, 2020[3]
- Draculoides catho (Framenau, Hamilton, Finston, Humphreys, Abrams, Huey and Harvey, 2018)[7]
- Draculoides celatus (Framenau, Hamilton, Finston, Humphreys, Abrams, Huey and Harvey, 2018)[7]
- Draculoides christopherleei Harvey, 2001[5]
- Draculoides claudiae  Abrams & Harvey, 2020[3]
- Draculoides cochranus (Framenau, Hamilton, Finston, Humphreys, Abrams, Huey and Harvey, 2018)[7]
- Draculoides confusus (Framenau, Hamilton, Finston, Humphreys, Abrams, Huey and Harvey, 2018)[7]
- Draculoides eremius  (Abrams and Harvey, 2015)
- Draculoides gnophicola (Harvey, Berry, Edward and Humphreys, 2008)
- Draculoides immortalis  Abrams & Harvey, 2020[3]
- Draculoides julianneae Harvey, 2001[5]
- Draculoides karenbassettae  Abrams & Harvey, 2020[3]
- Draculoides kryptus (Harvey, Berry, Edward and Humphreys, 2008)
- Draculoides mckechnieorum  Abrams & Harvey, 2020[3]
- Draculoides mesozeirus Harvey, Berry, Edward & Humphreys, 2008
- Draculoides minae  Abrams & Harvey, 2020[3]
- Draculoides neoanthropus Harvey, Berry, Edward & Humphreys, 2008
- Draculoides noctigrassator  Abrams & Harvey, 2020[3]
- Draculoides nosferatu  Abrams & Harvey, 2020[3]
- Draculoides obrutus (Framenau, Hamilton, Finston, Humphreys, Abrams, Huey and Harvey, 2018)[7]
- Draculoides piscivultus  Abrams & Harvey, 2020[3]
- Draculoides vinei (Harvey, 1988)[8][1]
- Draculoides warramboo  Abrams & Harvey, 2020[3]
- Draculoides trinity (Framenau, Hamilton, Finston, Humphreys, Abrams, Huey and Harvey, 2018)[7]